# Kőszegpaty
Kőszegpaty je vas na Madžarskem, ki upravno spada pod okrožje Kőszeg Železne županije.